# Hovmöller-Diagramm
Das Hovmöller-Diagramm ist eine in der Meteorologie und Ozeonografie verbreitete Darstellung von Daten, mit der in einem Diagramm sowohl die zeitliche Veränderung als auch die räumliche Variabilität einer Größe dargestellt werden können.

## Aufbau und Funktion
Im Hovmöller-Diagramm trägt im Allgemeinen eine skalare Größe gegen eine Raum-Zeit-Skala auf. 
Dabei wird typischerweise entlang der einen Achse eine räumliche Dimension, auf der anderen die Zeit aufgetragen. Die räumliche Komponente kann beispielsweise die geographische Breite, die geographische Länge, aber auch die Höhe sein (Vertikalprofil). Ein dritter, skalarer Messwert (wie Temperatur, Druck) oder ein Kennwert kann dann farblich codiert werden. Es finden sich unter der Bezeichnung auch Diagramme, in denen solche letztere Größen entlang der Achse aufgetragen sind, wenn sie einer räumlichen Dimension korrelieren (wie Luftdruck ↔ Höhe).
Die Darstellung geht auf Ernest Aabo Hovmøller (1912–2008) zurück, einen dänischen Meteorologen, der diese Form 1949 präsentierte.
Das Diagramm eignet sich besonders, um dynamische Vorgänge in der Synopse, der Klimatologie oder der Atmosphärenphysik und Ozeanographie zu visualisieren, etwa Ausbreitungen und Wellenphänomene, oder die Perioden der makroskaligen Mechanismen des Klimasystems Meer und Atmosphäre (Oszillationen der Telekonnektion).

## Beispiele
| Im linken Diagramm erscheint die Lage der Hochs in Rottönen und Tiefs in Blautönen; diagonale Strukturen der oberen Hälfte zeigen die reguläre Westwinddrift von etwa 8 Längengraden pro Tag. Senkrechte Muster entstehen durch eine Blockade, in der die Aktionszentren ortsfest bleiben. Im rechten Diagramm ist diese Blockade quantifiziert. Die hemisphärenweite Blockade entsteht durch starke stehende Rossby-Wellen des nördlichen Jetstreams, und steht in Zusammenhang mit einem verstärkten El Niño (besonders hohe Drücke und starke Blockaden im Pazifik um 180°). Sie verursacht weltweit Extremwetterlagen. Zeitraum ist Frühjahr/Frühsommer 2015, mit Hitzewellen in Indien im Mai, in Pakistan und Zentralasien im Juni, in Europa und der amerikanischen Westküste im Juli. Das erste Diagramm ist das klassische Trog-und-Brücken-Diagramm (Trough-and-Ridge Diagram), wie es von Hovmöller vorgestellt wurde. | |
| X-Achse: Länge (0°–0° ostwärts) Y-Achse: Zeit (in 5-Tages-Intervallen) Farbskala: Mittlere 500-hPa Höhenanomalie über 45°N–60°N, 5-Tage-gleitendes Mittel | X-Achse: Länge (90°E–90°E ostwärts) Y-Achse: Zeit (in 5-Tages-Intervallen) Farbskala: Blocking-Index (Tibaldi-Molteni) |

| Das Diagramm zeigt die Abweichungen der Windrichtung der Höhenströmungen im Zeitraum 1981–1991 (Westwinde rot, Ostwinde blau, Nulllinie schwarz) in Äquatornähe in Abhängigkeit vom Luftdruck. Die räumliche Komponente wird hierbei nicht in einer Längenskala gemessen, sondern anhand des Luftdrucks angegeben. Somit entspricht der Höhenbereich (die y-Achse) etwa einer Höhe von 20 bis 35 km über der Erdoberfläche. Das Diagramm illustriert Schwankungen des Jet-Streams, die mit der Sonnenaktivität in Verbindung stehen dürften. |